# 塞埃欣
塞埃欣，是西班牙穆尔西亚自治区的一个市镇。总面积299平方公里，总人口14418人（2001年），人口密度48人/平方公里。